# PZL–106 Kruk
A PZL–106 Kruk Lengyelországban  kifejlesztett és gyártott mezőgazdasági repülőgép.

## Története
Az 1960-as évek második felében kezdődött el a tervezőmunka a varsói WSK–Okęcie vállalatnál (később: PZL Warszawa–Okęcie), amelynek célja az akkorra már elavuló PZL–101 Gawron többcélú repülőgépet felváltó, kifejezetten mezőgazdasági feladatokra szánt gép kifejlesztése volt. Az első tervekben még a Gawronhoz hasonlóan felsőszárnyas repülőgép szerepelt (Pelikan néven), majd a módosított változat már alsószárnyas elrendezésű volt. A fejlesztőmunkára jelentős hatást gyakorolt a később klasszikussá váló amerikai mezőgazdasági repülőgép, a Piper PA–25 Pawnee megjelenése. Ennek hatására a lengyel gépen is a pilóta előtt helyezték el a vegyszeres tartályt, amely mögött magasan helyezkedik el a pilótafülke. E koncepció alapján Andzrej Frydrychewicz vezetésével 1972-ben kezdődött meg a tervezőmunka, és a PZL–106 első prototípusa már 1973. április 17-én végrehajtotta az első felszállását. A T-vezérsíkkal ellátott első prototípusba egy nyolc hengeres 298 kW-os Lycoming O–720 típusú boxermotort építettek. További két prototípust készítettek. A második prototípus szintén Lycoming motort kapott. Az első repülését 1974. október 12-én végrehajtó, hagyományos vezérsík-elrendezésűre átalakított harmadik prototípusba Pratt & Whitney R–1340 típusú csillagmotort építettek. Ezt később lecserélték a hazai gyártású, a WSK PZL–Rzezsów vállalatnál előállított 441 kW-os kilenc hengeres PZL–3S csillagmotorra, amellyel az első felszállást 1975. július 12-én végezte el a harmadik prototípus Witold Łukomski berepülőpilótával.  Összesen hét prototípus készült, és a két utolsó változat lett végül PZL–106 A típusjelzést kapott sorozatgyártású gépek alapja. Az első sorozatgyártású, reduktor nélküli PZL–3S motorral felszerelt repülőgép Jerzy Wojnar berepülőpilótával 1976. szeptember 2-án emelkedett a levegőbe.
A PZL–106 A-ból később kialakították a reduktorral ellátott PZL–3SR csillagmotorral felszerelt PZL–106 AR, majd a még erősebb, 739 kW-os AS–62IR csillagmotoros, PZL–106 AS változatot. Az A-változatokból az 1982-ig folyt sorozatgyártása során 60 db készült. 1981-ben tűzoltó változatot is kialakítottak.
A típus első jelentős modernizálása a B-jelű sorozat kialakítása volt. Az első repülését 1981. május 15-én végrehajtó, áttervezett, módosított szárnyakkal és rövidebb szárnydúcokkal ellátott, PZL–101 B típusjelű változatot a reduktoros PZL–3SR csillagmotorral szerelték fel és 1984-től gyártották sorozatban. 1982-ben repült először az AS–62IR csillagmotoros, PZL–101 BS változat. A B-változatok 1988-ig tartó sorozatgyártása alatt 60 példány készült.
A Kruk történetében további  jelentős lépés volt a légcsavaros gázturbinával ellátott változat kialakítása. Az első, még az A-sorozat konstrukcióján alapuló, de egy 566 kW teljesítményű Pratt & Whitney PT6A–34AG légcsavaros gázturbinával felszerelt PZL–101 AT Turbo Kruk 1981-ben készült el. Ezt követte az áttervezett B-változat alapján 1985-ben kifejlesztett PZL–106 BT Turbo Kruk, amelyet csehszlovák gyártmányú, 544 kW-os Walter M601D légcsavaros gázturbina hajtott. A PZL–106 BT változatot csak kis példányszámban gyártották, 1986–1988 között mindössze 10 db készült belőle. A típus sorozatgyártását az 1980-as évek végén átmenetileg beszüntették, addig 266 darabot gyártottak.
1995-ben a PZL Warszawa–Okęcie újraindította a BT-változatok sorozatgyártását, amely jelenleg is folyik kis példányszámban. A Walter M601D légcsavaros gázturbinával felszerelt változat PZL–106 BT–601 típusjelzést kapott. A Kruk legutolsó változata az 1998-tól gyártott PZL–106 BTU–34 Turbo Kruk, amelyet a már a PZL–106 AT-n is alkalmazott Pratt & Whitney PT6A–34AG légcsavaros gázturbinával láttak el.

## Szerkezeti kialakítása és műszaki jellemzői

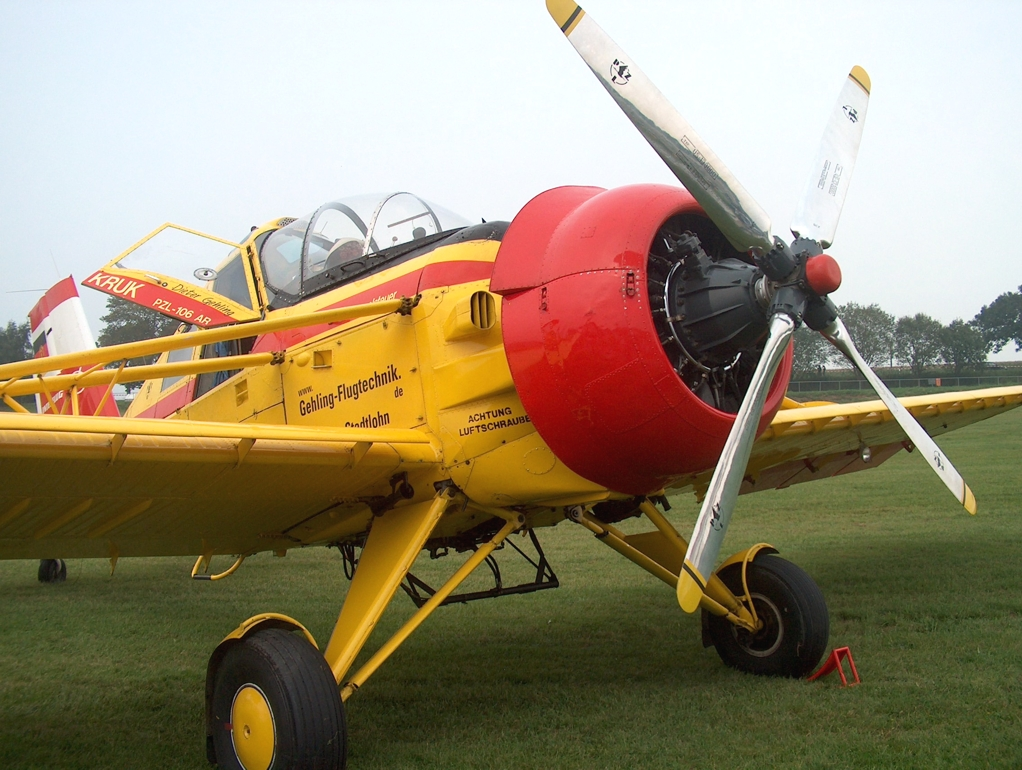
Négytollú légcsavarral felszerelt PZL–3S csillagmotor a PZL–106 AR orr-részében

A repülőgép fémépítésű, hagyományos aerodinamikai elrendezésű, alsószárnyas konstrukció. Az egyenes, enyhén pozitív V-beállítású szárnyakat felső merevítődúcok is rögzítik a törzshöz. A törzs fém rácsszerkezetből készült, amely elől dúralumínium (dural) lemezborítást kapott, a farokrész pedig vászon borítású. A szárny orrsegédszárnnyal és fékszárnnyal van felszerelve, elülső része dúralumínium lemezzel, hátsó része vászonnal borított. A motor mögött, a törzs középső részén  helyezhető el a hasznos teher, a beépített 1300 l-es tartályban. Az alkalmazásnak megfelelően, modulszerű kiépítésben, cserélhetű vegyszerszóró berendezések rögzíthetők a repülőgép alján. A tartály egy egységként kiszerelhető, és helyére egy további személy szállítására alkalmas, plexi buborék tetővel ellátott modul építhető be, így kiképző és gyakorló repülés során az oktató ott kap helyet. A pilótakabint a vegyszeres tartály mögött, magasan alakították ki. Ez az elrendezés baleset esetén nagyobb védelmet nyújt a pilótának, mert a vegyszeres tartály nem deformálja a pilótafülkét. A pilóta ülése mögött további egy fő részére alakítottak ki helyet, így a repülőgép áttelepülése során a szerelőt is szállítani tudja. Futóműve hagyományos, hárompontos, farokkerekes elrendezésű. A dugattyús motoros változatoknál a csillagmotor a törzs elején, áramvonalas burkolat alatt helyezkedik el. A csillagmotorokhoz négytollú légcsavart alkalmaznak. A légcsavaros gázturbinával ellátott változatokon háromtollú légcsavar van. Ezek a változatok hosszabbak, mert a tömegközéppont megtartása miatt a csillagmotornál könnyebb gázturbinákat a hosszabban előrenyúló orr-részben kellett elhelyezni.  Az üzemanyagtartálya 540 l-es.

## Alkalmazása
A dugattyús motoros változatokat Lengyelországon kívül legnagyobb számban a Német Demokratikus Köztársaság üzemeltette, ahol 54 db-ot használtak. Magyarországon a MÉM Repülőgépes Szolgálat (RSZ) vásárolt két PZL–106A változatú gépet 1977-ben. Az üzemeltetés során szerzett kedvezőtlen tapasztalatok miatt azonban az RSZ hamarosan eladta mindkettőt. Üzemeltetői közé tartozott Csehszlovákia, és néhány példányt eladtak Argentínába, Egyiptomba, Brazíliába és Spanyolországba is. A gázturbinás  PZL–101 BT változat fő üzemeltetője Lengyelország, néhány példánya üzemel Argentínában, Egyiptomban és Brazíliában.
A lengyel állami mezőgazdasági repülőgépes szolgálat a típust külföldi, például egyiptomi és szudáni munkavégzése során is alkalmazta a PZL–Mielec M–18 Dromader mellett.

## Típusváltozatok
- PZL–106 A – az első sorozatgyártású változat PZL–3S csillagmotorral, 1976–1982 között gyártották
- PZL–106 AR – a PZL–106A reduktoros PZL–3SR csillagmotorral felszerelt változata, először 1978. november 15-én repült,
- PZL–106 AT Turbo Kruk – A PZL–106 A PT6A–34AG légcsavaros gázturbinával ellátott változata, 1981. június 22-én repült először
- PZL–106 AS – a PZL–106 A AS–62IR csillagmotorral felszerelt változata,
- PZL–106 B – A PZL–106 A modernizált, áttervezett változata PZL–3SR csillagmotorral, első repülésére 1981. május 15-én került sor, 1984–1988 között gyártották,
- PZL–106 BS – A PZL–106 B AS–62IR csillagmotorral ellátott változata, 1982. március 8-án repült először,
- PZL–106 BT Turbo Kruk és PZL–106 BT 601 – a PZL–106 B Walter M601D légcsavaros gázturbinával felszerelt változata, 1985. szeptember 18-án repült először,
- PZL–106 BTU-34 Turbo Kruk – a PZL–106B  PT6A–34G légcsavaros gázturbinával ellátott változata, 1998-ban repült először.

## Műszaki adatai

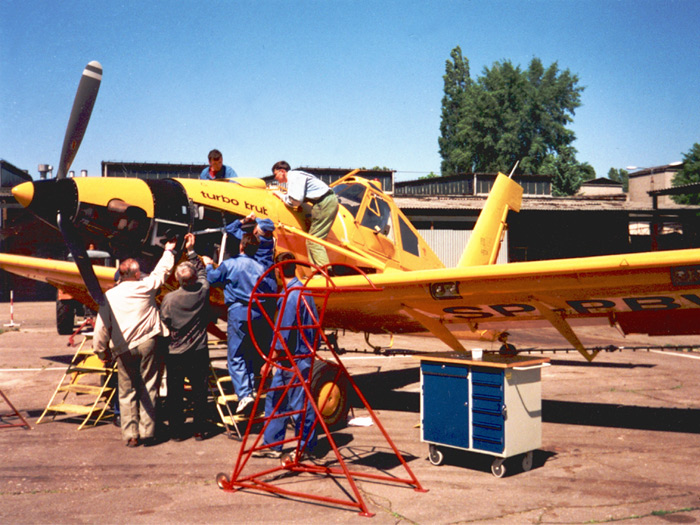
Légcsavaros gázturbinával felszerelt PZL–106 BTU–34 Turbo Kruk

|                              | PZL–106 A | PZL–106 B | PZL–106 BT   |
| ---------------------------- | --------- | --------- | ------------ |
| Hossz (m)                    | 9,1       | 9,1       | 10,2         |
| Fesztáv (m)                  | 14,80     | 14,90     | 15,00        |
| Magasság (m)                 | 3,30      | 3,32      | 3,80         |
| Szárnyfelület (m²)           | 28,4      | 32,2      | 31,7         |
| Üres tömeg (kg)              | 1575      | 1670      | 1680         |
| Felszálló tömeg (kg)         | 3000      | 3000      | 3500         |
| Hasznos terhelés (kg)        | 1435      | 1330      | 1820         |
| Motor                        | PZL–3S    | PZL–3SR   | Walter M601D |
| Teljesítmény ( kW/Le)        | 441/600   | 441/600   | 544/740      |
| Legnagyobb sebesség (km/h)   | 211       | 220       | 250          |
| Utazósebesség (km/h)         | n/a       | 194       | 170          |
| Átesési sebesség (km/h)      | 92        | 90        | 90           |
| Emelkedő képesség (m/s)      | 4         | 4         | 6            |
| Szolgálati csúcsmagasság (m) | 4000      | 6000      | n/a          |
| Hatótávolság (km)            | 400       | 1100      | 900          |

## Külső hivatkozások
- A gyártó EADS PZL Warsawa–Okęcie honlapja (angolul)
- A PZL–106 BT 601 Turbo Kruk a PZL Warszawa–Okęncie honlapján (angolul)
- A PZL–106 BTU–43 a PZL Warzsawa–Okęcie honlapján (angolul)
- Andrzej Glass, Andrzej Frydrychewicz: Problemy rozwoju samolotu PZL–106 Kruk, in: Polska Technika Lotnicza, 2004/4 (lengyelül)